# RCW 34

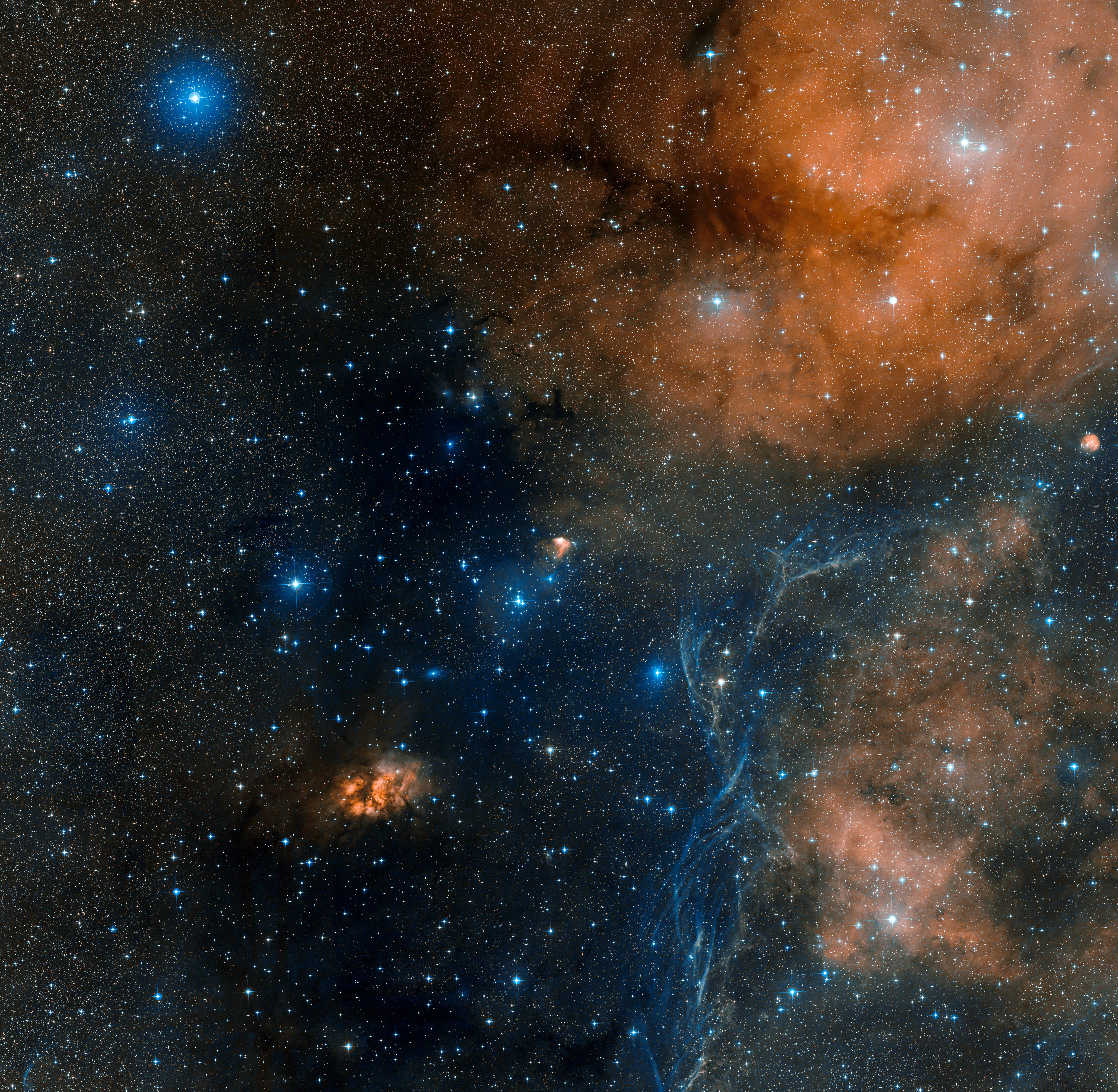
Runt stjärnbildningsområdet RCW 43 (Gum 19)

RCW 34 är en H II-region och emissionsnebulosa i stjärnbilden Seglet. Inuti den finns stjärnan V391 Velorum. Den ligger ca 8 200 ljusår från solsystemet och är uppkallad efter den australiensiske astronomen Colin Stanley Gum.
Nebulosan RCW 34 är relativt mörk, men när den observeras vid infraröda våglängder är två olika områden synliga - den ena halvan av nebulosan är ljus och den andra är mörk. Den ljusa sidan är vätet som belyses av en närliggande blå superjätte, och mörk är den plats där nya stjärnor omger den centrala stjärnan på den andra sidan.
Energikällan som stimulerar nebulosan RCW 34 att lysa är en enorm, extremt het stjärna V391 Velorum med en yttemperatur på upp till 30 000 °C. Eftersom det är en variabel stjärna framkallar den våldsamma fenomen, som lossning av materiehöljen, vilket påverkar RCW 34-nebulosans sammansättning och ljusemission. Stjärnor av typen V391 Velorum brinner inte tillräckligt länge för att explodera som supernovor. Det kan förväntas att en explosion av den centrala stjärnan helt kommer att förändra RCW 34-nebulosan.